# Турнир на шампионките 2012
Турнирът на шампионките 2012 е тенис турнир за най-добрите тениситки извън топ 8 на Световната ранглиста за жени, спечелили поне 1 турнир от категория „Международни“.
Това е четвъртото издание на турнира и е част от WTA Тур 2012. Провежда се в зала „Арена Армеец София“ в българската столица София от 30 октомври до 4 ноември.

## Участнички

### Каролине Возняцки
Возняцки започва годината като номер 1 в ранглистата, но слиза от лидерската позиция след Острелиън Оупън, където губи на четвъртфинала с 0:2 сета от Ким Клейстерс. За първи път през сезона достига финал в Дания, където защитава две поредни титли, но Кербер я побеждава с 6-4, 6-4. На Ролан Гарос 2012 изненадващо отпада от Кая Канепи в 3 кръг на надпреварата. След още по-изненадващо отстраняване в 1 кръг на Ю Ес Оупън Возняцки изпада от топ 10 за първи път от 2009 година. Печели първата си титла през сезона на Хансол Корея Оупън 2012, като си връща на Канепи на финала и я побеждава с 6-1, 6-0. След няколко седмици печели и Купата на Кремъл след победа над Саманта Стосър с 6-2, 4-6, 7-5.
през сезона на Хансол

### Надя Петрова
Надя Петрова участва за втори път в турнира, след като на миналото издание достига полуфиналите. След триумфа на УНИЦЕФ Оупън 2012 тя официално се класира за Турнира на шампионките.